# جمیع‌کند
جمیع‌کند (به لاتین: Dzhemikent) یک منطقهٔ مسکونی در روسیه است که در داغستان واقع شده‌است.